# THE MAIN LORD
「THE MAIN LORD」（ザ・メイン・ロード）は、マーク・パンサーがglobe featuring MARC名義で発表したシングル。2000年3月29日にavex globeから発売された。

## 解説
globeのソロプロジェクトとして3枚同時リリースされたシングルの1つ。マーク自身が作詞を担当している。マークのソロシングルとしては1995年発売の「Very Very Nice Song」（小室哲哉プロデュース）以来となる。後にKEIKOのヴォーカルが追加されたバージョンがアルバム『outernet』に収録された。
コンセプトは「とにかく肩の力を抜いて遊ぶ」ことであった。
PVのイメージは「サスペンス映画」であり、爆発シーンは実際に火薬を仕込み、6時間かけて撮影した。
2000年5月31日にアナログ盤が発売されている（収録内容はCDと同一）。

## 収録曲
| 全作詞: MARC、全作曲・編曲: 小室哲哉。 |                                   |       |            |      |
| #                                      | タイトル                          | 作詞  | 作曲・編曲 | 時間 |
| 1.                                     | 「THE MAIN LORD (original mix)」  | MARC  | 小室哲哉   | 4:57 |
| 2.                                     | 「THE MAIN LORD (fatbeat remix)」 | MARC  | 小室哲哉   | 7:05 |
| 3.                                     | 「THE MAIN LORD (Dave Ford mix)」 | MARC  | 小室哲哉   | 4:52 |
| 合計時間:                              | 合計時間:                         | 16:54 |            |      |

## クレジット
- Produced : 小室哲哉
- Mixed (#1) : 小室哲哉
- Mixed & Remixed (#2, #3) : Dave Ford
- Remix production :Thorsten Laewe
- DJ : Lethal
- Art direction & Design : Tycoon Graphics
- Photography : 内田将二

## 収録アルバム
- outernet（アルバムバージョン）